# Jigsaw (1968)
Jigsaw   (Brasil: A Noite Convida ao Crime ) é um filme estadunidense de 1968, dos gêneros drama, policial e suspense, dirigido por James Goldstone, roteirizado por Ranald MacDougall e Peter Stone, baseado no livro Fallen Angel de Howard Fast, música de Quincy Jones.

## Sinopse
Detetive, contratado por cientista desmemoriado, tenta resolver o mistério uma mulher assassinada.

## Elenco
- Harry Guardino ....... Arthur Belding
- Bradford Dillman ....... Jonathan Fields
- Hope Lange ....... Helen Atterbury
- Pat Hingle ....... Lew Haley
- Diana Hyland ....... Sarah
- Victor Jory ....... Edward Arkroyd
- Susan Saint James ....... Ida
- Michael J. Pollard ....... Dill
- Susanne Benton ....... Arlene
- James Doohan
- Donald Mitchell ....... Peter
- Roy Jenson ....... Arnie
- Lev Mailer
- Jim Creech
- Kent McCord